# Dinâmica quântica
Em física, a dinâmica quântica lida com os movimentos e trocas de energia e momento de sistemas cujo comportamento é regido pelas leis da mecânica quântica. A dinâmica quântica é a versão quântica da dinâmica clássica.